# 顺溪古建筑群
顺溪古建筑群位于浙江省平阳县顺溪镇，地处平阳县西部、国家级重点风景名胜区南雁荡山腹地。现保存基本完整的大型民居建筑，除陈氏宗祠外，计有陈氏祖屋、及老大份、老二份、老四份、老七份、新大份、新二份、陈有相、陈迢岩十座大屋，多建于清乾隆至嘉庆年间，总建筑面积达25200平方米，具有相当的群体优势。聚族而居，体现了中国传统的宗族观念和风水观念。2006年5月25日，列入第六批全国重点文物保护单位。